# Oxytropis jucunda
Oxytropis jucunda är en ärtväxtart som beskrevs av Aleksei Ivanovich Vvedensky. Oxytropis jucunda ingår i släktet klovedlar, och familjen ärtväxter. Inga underarter finns listade i Catalogue of Life.